# Котртас
Котрта́с (каз. Қотыртас) — село у складі Шалкарського району Актюбінської області Казахстану. Адміністративний центр Актогайського сільського округу.
Населення — 588 осіб (2021; 606 у 2009, 1668 у 1999, 932 у 1989).